# 太田力斗
太田 力斗（おおた りきと、2000年2月15日 - ）は、日本の元子役俳優である。東京都出身。

## 出演[1]

### テレビドラマ
- 金曜エンタテイメント 実録!離婚必勝ドラマ離婚カウンセラー轟木祥子2 （2005年、フジテレビ）
- 赤い奇跡（2006年、TBS）
- 月曜ゴールデン離婚妻探偵（2006年、TBS）
- 夕陽ヶ丘の探偵団（2007年、NHK教育）天海健人 役
- エジソンの母（2008年、TBS）緑川堵馬 役

### その他のテレビ番組
- いないいないばあっ!（2001年、教育テレビ）

### CM
- 第一生命（2005年）
- 中部電力
- 永谷園（2006年）
- 花王 健康エコナ（2006年）
- 森永製菓 チョコボール（2007年）

### 映画
- ピーナッツ（2006年）
- ポストマン（2008年）- 主人公幼少期

### 劇場アニメ
- サマーウォーズ（2009年）陣内祐平 役[2]

### 舞台
- 江戸情話 さくら吹雪（2007年9月）千代松 役
- ミュージカル エリザベート（2008年8月 - 2009年1月）少年ルドルフ 役
- ありがとうと言いたくて〜椿山課長の七日間〜（2009年9月、三越劇場）
- 晩秋（2009年11月、明治座）鳴海春彦（昭和編）
- ミュージカル 劇団四季 サウンドオブミュージック（2010年）フリードリッヒ 役